# José Sánchez-Arjona
José Sánchez-Arjona y Sánchez-Arjona (Villafranca de los Barros, 1854-Sevilla, 1921) fue un escritor y periodista español.

## Biografía
Nació el 29 de mayo de 1854 en la localidad pacense de Villafranca de los Barros. Doctor en Derecho y poeta, alcanzó cierto éxito con sus libros y obras teatrales. Dirigió en Sevilla los periódicos El Mundo Artístico, La Revista de Sevilla, El Gran Mundo, El Liceo Sevillano y El Arte Andaluz (1891), y en Madrid El Eco de la Cultura (1877), además de colaborar también en La Ilustración Católica. Pertenecía a la Real Maestranza de Sevilla y a la Academia de Buenas Letras de esta misma ciudad. Falleció el día 6 de abril de 1921, en Sevilla.